# Giả thuyết Hoàng hậu Đỏ
Giả thuyết Hoàng hậu Đỏ là một giả thuyết sinh học tiến hóa được đề xướng vào năm 1973, theo đó cho rằng các giống loài phải liên tục thích nghi, tiến hóa, và nảy nở để có thể sống sót được khi đối chọi với các loài đối nghịch cũng không ngừng tiến hóa. Giả thuyết này vốn được lập ra nhằm giải thích xác suất tuyệt chủng bất biến (độc lập niên đại) khả kiến trong bản ghi cổ sinh vật học gây ra bởi quá trình đồng tiến hóa giữa các loài cạnh tranh; tuy nhiên, có đề xuất cho rằng giả thuyết này hữu dụng hơn trong việc lí giải ưu thế của sinh sản hữu tính (trái ngược với sinh sản vô tính) ở cấp độ cá thể, cũng như mối tương quan đồng biến giữa tốc độ phát sinh loài và tốc độ tuyệt chủng ở cấp phân loại cao hơn.